# Swiss Open 1961
Die Swiss Open 1961 im Badminton fanden in Basel statt. Es war die siebente Austragung der internationalen Titelkämpfe im Badminton in der Schweiz.

## Finalresultate
| Disziplin    | Sieger                                          | Finalist                   | Ergebnis          |
| ------------ | ----------------------------------------------- | -------------------------- | ----------------- |
| Herreneinzel | Ole Mertz                                       | Arne Rasmussen             | 15–7, 15–13       |
| Dameneinzel  | Tonny Holst-Christensen                         | Inge Hasselsteen           | 11–0, 11–2        |
| Herrendoppel | Ole Mertz Bjørn Holst-Christensen               | Pim Seth Paul Lex Meijer   | 15–8, 15–1        |
| Damendoppel  | nicht ausgetragen                               | nicht ausgetragen          | nicht ausgetragen |
| Mixed        | Bjørn Holst-Christensen Tonny Holst-Christensen | Ole Mertz Inge Hasselsteen | 15–4, 15–5        |